# Уразова, Владислава Сергеевна
Владисла́ва Серге́евна Ура́зова (род. 14 августа 2004, Ростов-на-Дону) — российская спортивная гимнастка, олимпийская чемпионка 2020 в команде, серебряный призёр чемпионата Европы 2021 года в упражнении на разновысоких брусьях. Заслуженный мастер спорта России (2021). По состоянию на 2020 год, входит в основной состав сборной команды России.
Двукратная чемпионка первого чемпионата мира среди юниоров (2019) — в командном многоборье и на брусьях, а также серебряная медалистка в личном многоборье и бронзовая в опорном прыжке.

## Карьера

### 2017
В апреле на первенстве России 2017 года среди юниорок завоевала (в разряде КМС) золото в опорном прыжке. В командном многоборье заняла с командой Ростовской области 6-е место. В личном многоборье заняла 4-е место. Помимо опорного прыжка, вышла в финал ещё в одном отдельном виде, в вольных упражнениях, где стала 4-й.

### 2018
На проводившемся в Челябинске первенстве России 2018 года среди юниорок завоевала серебро в личном многоборье и три золота в отдельных видах: в опорном прыжке, на бревне и в вольных упражнениях. С командой была 4-й.
В августе представляла Россию в юниорских состязаниях проходившего в Глазго чемпионата Европы. Вернулась с командной серебряной медалью. Кроме того, была 7-й в опорном прыжке и 5-й в вольных упражнениях.

### 2019
На первенстве России 2019 года в Пензе завоевала три золотых медали — в личном многоборье, в опорном прыжке и на брусьях — и серебряную в вольных упражнениях. На бревне была 4-й.
В июне вместе с Еленой Герасимовой, Викторией Листуновой и запасной Яной Вороной представляла Россию в Дьёре (Венгрия) на первом в истории чемпионате мира среди юниоров. Вернулась с двумя золотыми медалями — командной и за упражнения на брусьях. В личном многоборье стала серебряной призёркой. Помимо брусьев, вышла в финал ещё в двух отдельных видах: в опорном прыжке, где завоевала бронзу, и на бревне, где стала 4-й.

### 2021
На чемпионате России в марте 2021 года в Пензе завоевала золото на брусьях, серебро в команде и в личном многоборье и бронзу в вольных упражнениях.
В апреле на чемпионате Европы в швейцарском Базеле Владислава заняла третье место в квалификации к абсолютному первенству, однако не смогла принять участие в финале, уступив двум соотечественницам — Ангелине Мельниковой и Виктории Листуновой. Россиянка успешно отобралась в финал в упражнении на разновысоких брусьях и стала серебряной медалисткой в этом виде программы.
На летних Олимпийских играх 2020 в Токио Владислава Уразова стала олимпийской чемпионкой в командном многоборье вместе с Ангелиной Мельниковой, Викторией Листуновой и Лилией Ахаимовой с результатом 169,528, опередив сборную США (результат 166,096 соответственно).

### 2022
Вторая в многоборье на Кубке России по спортивной гимнастике, проходивший в Калуге в период с 6 по 10 июля.

## Спортивные достижения
Юниорские
| Год  | Турнир                       | Команда | Многоборье | Опорный прыжок | Разновысокие брусья | Бревно | Вольные упражнения |
| ---- | ---------------------------- | ------- | ---------- | -------------- | ------------------- | ------ | ------------------ |
| 2017 | Юниорский чемпионат России   |         | 4          | 1              |                     |        | 4                  |
| 2017 | Кубок Воронина               |         | 2          | 1              |                     |        | 1                  |
| 2018 | City of Jesolo Trophy        | 1       | 1          | 3              |                     | 1      | 1                  |
| 2018 | Юниорский чемпионат России   |         | 1          |                | 2                   | 4      | 4                  |
| 2018 | Чемпионат Европы             | 2       | 20         | 7              |                     |        | 5                  |
| 2018 | Кубок Воронина               |         | 1          | 1              | 2                   | 2      | 1                  |
| 2019 | City of Jesolo Trophy        | 1       | 2          | 4              | 1                   |        | 2                  |
| 2019 | Юниорский чемпионат России   |         | 1          | 1              | 1                   | 4      | 2                  |
| 2019 | Чемпионат мира среди юниоров | 1       | 2          | 3              | 1                   | 4      |                    |
| 2019 | Кубок России                 |         | 1          |                | 2                   | 3      | 1                  |
| 2019 | Top Gym                      | 1       | 1          | 1              | 1                   |        | 1                  |

### Взрослые
| Год  | Турнир           | Команда | Многоборье | Опорный прыжок | Разновысокие брусья | Бревно | Вольные упражнения |
| ---- | ---------------- | ------- | ---------- | -------------- | ------------------- | ------ | ------------------ |
| 2021 | Чемпионат России | 2       | 2          |                | 1                   | 7      | 3                  |
| 2021 | Чемпионат Европы |         |            |                | 2                   |        |                    |
| 2021 | Кубок России     |         | 2          |                | 1                   | 7      | 1                  |
| 2021 | Олимпийские игры | 1       | 4          |                |                     | 8      |                    |
| 2021 | Чемпионат мира   |         | 4          |                | 7                   |        | 4                  |
| 2022 | Кубок мира       |         |            |                |                     | 1      | 4                  |
| 2022 | Чемпионат России | 4       | 3          |                | 3                   | 2      | 8                  |
| 2022 | Кубок России     |         | 2          | 4              | 4                   | 6      |                    |
| 2022 | Спартакиада      | 4       | 3          | 4              |                     | 5      | 3                  |

## Награды
- Орден Дружбы (11 августа 2021 года) — за большой вклад в развитие отечественного спорта, высокие спортивные достижения, волю к победе, стойкость и целеустремлённость, проявленные на Играх XXXII Олимпиады 2020 года в городе Токио (Япония)[5].